# Японський пішохідний міст і басейн із водяними ліліями
«Японський пішохідний міст і басейн з водяними ліліями» - картина французького художника Клода Моне.

## Опис
«Японський пішохідний міст і басейн з водяними ліліями» — одна з найвідоміших картин французького імпресіоніста Клода Моне, написана в 1899 році. На цій роботі зображено міст, який перекинутий через ставок у саду художника в Живерні, а також водяні лілії, які плавають на поверхні води. Картина стала символом імпресіонізму і відображає захоплення Моне природою та світлом.

## Історія створення
Клод Моне написав «Японський пішохідний міст і басейн з водяними ліліями» у 1899 році, під час свого перебування в Живерні, де він жив і працював з 1883 року. Моне був настільки захоплений природою, що створив величезний сад, у якому особливо виділявся ставок, оточений квітами та рослинами. Японський міст, який він збудував у своєму саду, став важливим елементом його живопису, символізуючи його любов до японської культури та естетики. Моне часто звертався до цього мотиву, зображуючи міст у різні пори року та в різному світлі. На цій картині він зосередився на ідеї взаємозв'язку між природою і архітектурою, намагаючись передати емоції та враження від спостереження за ставком. Яскраві кольори та сміливі мазки, використані для зображення водяних лілій, відображають унікальний стиль імпресіонізму, в якому Моне досягнув віртуозності. Ця картина стала однією з найвідоміших робіт художника, демонструючи його майстерність у передачі світла та кольору. «Японський пішохідний міст» продовжує залишатися важливим твором в історії мистецтва, відзначаючи естетичний підхід Моне до природи і його особисте сприйняття краси.

## Художні особливості
Картина характеризується яскравими кольорами та динамічними мазками, що передають рух води і легкість рослинності. Моне вміло використовує світло, щоб створити відчуття глибини та простору. Водяні лілії, які займають центральну частину композиції, представлені в різних відтінках, що підкреслює їхню естетичну красу.

## Вплив і значення

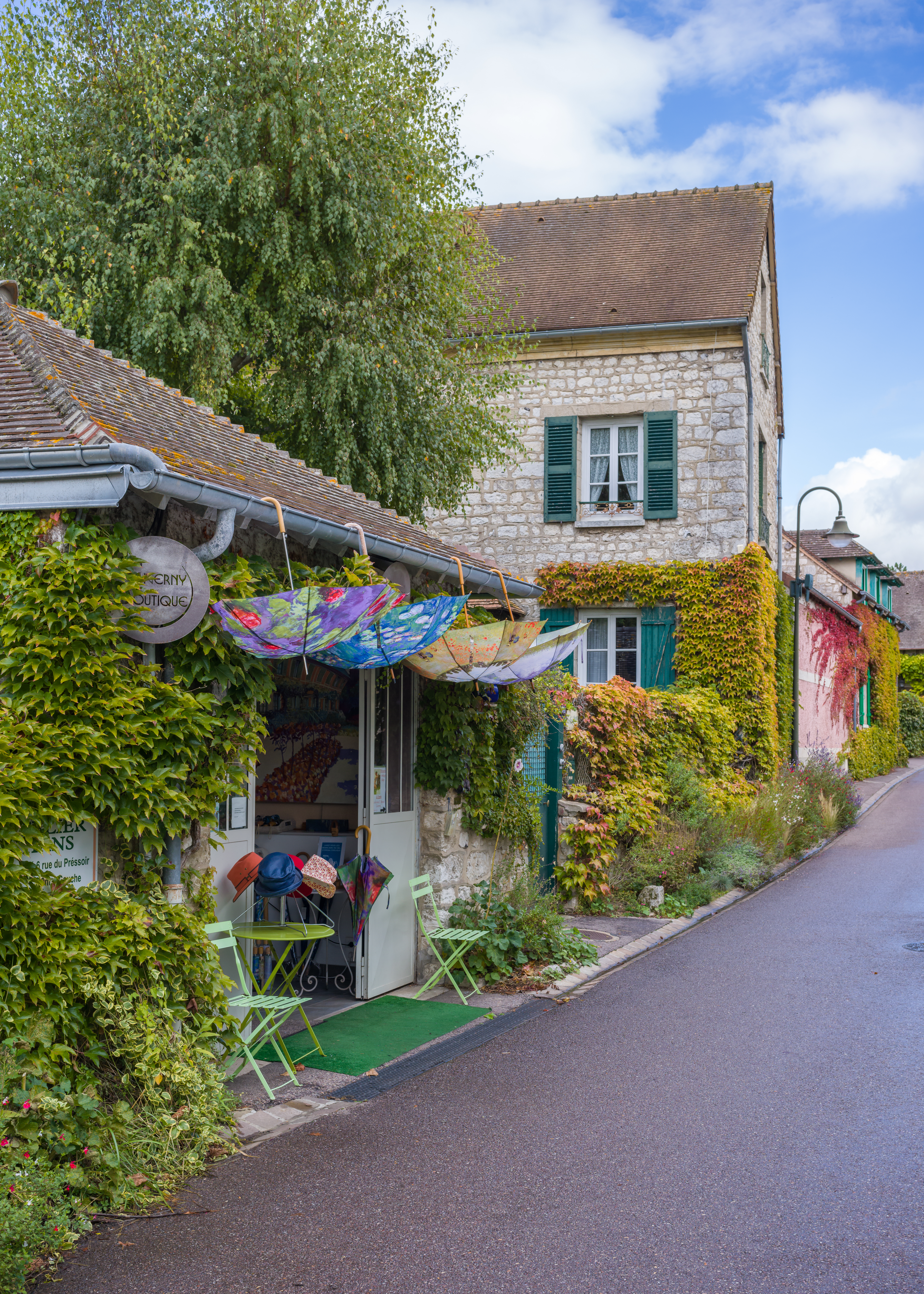
Вулиця Клода Моне в Живерні

«Японський пішохідний міст і басейн з водяними ліліями» є важливим твором не лише для Клода Моне, а й для розвитку імпресіонізму в цілому. Ця картина відображає основні принципи художнього руху, зокрема, вивчення світла, кольору та текстури. Моне використовував сміливі кольори і вільні мазки, щоб передати ефект світла на воді, що стало характерною рисою його творчості.
Цей твір також показує, як Моне інтегрував японські елементи в свою роботу, підкреслюючи захоплення Європи японським мистецтвом в той час. Японський міст символізує гармонію між природою і людською архітектурою, що стало основою багатьох його творів. Завдяки цій картині, Моне зумів передати ідею, що природа може бути не лише об'єктом спостереження, а й важливим елементом художнього вираження. Вплив «Японського пешеходного мосту» відчувається і в сучасному мистецтві. Робота продовжує надихати художників, які прагнуть відобразити красу природи через призму особистого сприйняття. Картина стала важливою частиною культурної спадщини, впливаючи на те, як мистецтво сприймається і інтерпретується в наш час. Завдяки своїй естетичній цінності і глибині, вона залишається однією з найбільш визнаних і улюблених робіт Клода Моне.